# 레미지오몬타누스
레미지오몬타누스(학명:Remigiomontanus robustus)는 반룡목 에다포사우루스과에 속하는 도마뱀이다. 지금은 멸종된 종으로서 전체적인 몸길이가 2~3m인 거대한 도마뱀에 속한다.

## 특징
레미지오몬타누스는 에다포사우루스과에 속하는 멸종된 비-마말리아 시냅스과 동물이다. 모식종은 레미지오몬타누스 로부스투스이다. 레미지오몬타누스는 에다포사우루스과에 속하는 반룡류이자 단궁류에 속하는 종들의 공통적인 특징을 공유하며 그래서 등에는 체온을 조절하는 기능들이 있는 돛을 달고 있다. 앞다리와 뒷다리도 매우 길고 튼튼하게 발달되어 있으며 꼬리도 매우 길게 발달되어 있다. 양턱에는 총 15~25개의 송곳니 모양의 이빨들이 나 있다. 먹이로는 당대에 서식했던 곤충, 갑각류, 무척추동물, 양서류를 주로 잡아먹고 살았을 육식성의 도마뱀으로 추정되는 종이다.

## 생존시기와 서식지와 화석의 발견
레미지오몬타누스가 생존했었던 시기는 고생대의 페름기로서 지금으로부터 2억 9000만년전~2억 4500만년전에 생존했었던 종이다. 생존했었던 시기에는 유럽을 중심으로 하여 당시에 존재했었던 초원, 산림에서 주로 서식했었던 도마뱀이다. 화석의 발견은 2019년에 유럽의 페름기에 형성된 지층에서 유럽의 고생물학자인 스핀들러에 의하여 처음으로 화석이 발견되어 새롭게 명명된 종이다.

## 같이 보기
- 파충류
- 고생대
- 페름기
- 반룡류
- 단궁류
- 도마뱀
- 화석